# Албания (топоним)
Топоним «Албания» принадлежит ряду географических объектов, располагавшихся в различных регионах — от Кавказа до Шотландии. Наиболее известен этот топоним применительно к балканской стране — Республике Албания.

## Албания (Кавказ)
Кавказская Албания (др.-греч. Ἀλβανία, др.-арм. Աղուանք [Алуанк], новоарм. Աղվանք [Агванк], ср.-перс. Арран) — государство в восточном Закавказье, существовавшее (с перерывами) с I века до н. э. до VII века н. э. и занимавшее часть территории современных Азербайджана, Грузии и Дагестана. Происхождение названия окончательно не выяснено. Российский историк К. В. Тревер в своей книге «Очерки по истории и культуре Кавказской Албании IV в. до н. э. — VII в. н. э.» исследует вопрос происхождения названия «Албания» (в греческих и латинских источниках), «Алванк» (в армянских источниках). По её оценкам, объяснение происхождения этого термина от латинского albus — «белый» и приписывание римлянам создания этого наименования необоснованно, так как римляне могли только придать латинское звучание названию местности. К. Тревер выделяет ещё две версии возможного происхождения топонима. Согласно одной из них, сформулированной А. К. Бакихановым ещё в начале XIX века, в этническом термине «албаны» заключается понятие «белые» (от лат. albi) в смысле «свободные». Согласно второй гипотезе, высказанной Н. Я. Марром, топоним «Албания», как и «Дагестан», обозначает «страна гор». Автор указывает: «принимая во внимание, что Балканская Албания, как и Шотландия, является страной горной, это объяснение Н. Я. Марра представляется довольно убедительным».
Ещё одну версию высказывали российские историки А. П. Новосельцев, В. Т. Пашуто и Л. В. Черепнин. Они считали возможным происхождение названия страны от иранцев-аланов, эту точку зрения разделял и Гурам Гумба, который связывал образование топонима с ираноговорящими сиракскими племенами.

## Албания (Балканы)
Этимология названия балканского государства Албания окончательно не выяснена.
Название «Албания» отмечено в источниках начиная со II века и связывается рядом этимологов с индоевропейским *alb- «гора» или лат. albus «белый». Оно, вероятно, происходит от средневекового латинского названия страны, который мог произойти от наименования иллирийского племени албаны (алб. Albanët), отмеченного Птолемеем, географом и астрономом из Александрии. Он составил в 150 году нашей эры карту, на которой был показан город Албанополис, расположенный к северо-востоку от города Дуррес. В своей истории, написанной в XI веке, византийский историк Михаил Атталиат впервые упоминает об албаноях, участвовавших в восстании против Константинополя в 1043 году, и об арбанитаях как подданных герцога Диррахия. В Средние века албанцы называли свою страну Арбери (алб. Arbëri) или Арбени (алб. Arbëni), а себя — арберешами (алб. Arbëreshë) или арбенешами (алб. Arbëneshë). Кроме того, есть гипотеза, что топоним происходит из праиндоевропейского корня -albho, означавшего «белый», возможно, благодаря заснеженным горам Албании.
Ныне албанцы называют свою страну Shqipëri или Shqipëria. Ещё в XVII веке топоним Shqipëria и этнический катойконим Shqiptarë постепенно заменили, соответственно, названия Arbëria и Arbëresh. Shqipëria и Shqiptarë часто объясняются как «Земля орлов» и «дети орлов». По одной из версий, Shqipëria происходит от албанского слова shqip, означающего «ясный, понятный, понятная речь» (сегодня это самоназвание албанского языка); оно происходит от глагола латинского происхождения excipere, означающего «говорить ясно, понятно» и, соответственно, может переводиться как «ясный, понятный, понятая речь». Славист А. М. Селищев утверждал, что исток этого корня — слово shqe, означающее «славяне» (Shqerí — от албанского shqa < *skla, мн. ч. — shqe) и является следствием славянской колонизации Балкан в VI—VII веках.
Первым государственным образованием на Балканах под названием «Албания» было королевство Албания (лат. Regnum Albaniae), существовавшее в 1271—1333, 1355—1368 годах, в 1368—1443 годах существовало княжество Албания. После битвы при Савре 1385 года Османская империя выделила санджак Албания на территории эялета Румелия.
В 1468—1912 годах Албания находилась в составе Османской империи, после получения независимости в 1912 году название страны менялось следующим образом:
- Княжество Албания — государство, существовавшее с 1914 по 1925 годы;
- Республика Албания — официальное наименование государства в 1925—1928 годах;
- Королевство Албания — наименование государства в 1928—1939 годах;
- Народная Республика Албания — официальное наименование государства с 1946 по 1976 годы;
- Народная Социалистическая Республика Албания — официальное наименование государства с 1976 по 1992 годы;
- Республика Албания — официальное наименование государства с 1992 года[15].

## Албания (Шотландия)
Гэльское название Шотландии «Альба» может происходить от греческого названия Великобритании — «Альбион», латинизированного как Albania в средневековье, и принявшего в среднеанглийском языке форму Albany. Некоторые исследования увязывают это название с одним из ранних названий Ирландии, «Fodla», которое означает «земля захода (Солнца)», в отличие от «Alba», которое означает (земле) «земля восхода (Солнца)». Эта версия согласуется с одной из древних эмблем Шотландии, на которой изображено восходящее солнце, пересекающее горизонт.

## Альбион
«Альбион» (др.-греч. Ἀλβίων) — древнейшее из всех известных названий острова Великобритания. В настоящее время используется главным образом для поэтического обозначения Великобритании. От этого слова происходит название Шотландии в кельтских языках: Alba в шотландском языке, Alba (родительный падеж Alban, дательный Albain) в ирландском, Nalbin в мэнском языке и Alban в валлийском, корнском и бретонском. Эти названия были позже латинизированы как Albania и англизированы как Albany, эти варианты представляли собой альтернативные названия Шотландии.